# Mioliće
Mioliće en serbe latin et Mihaliq en albanais (en serbe cyrillique : Миолиће) est une localité du Kosovo située dans la commune/municipalité de Leposavić/Leposaviq, district de Mitrovicë/Kosovska Mitrovica. Selon des estimations de 2009 comptabilisées pour le recensement kosovar de 2011, elle compte 65 habitants, dont une majorité de Serbes.

## Géographie
Mioliće/Mihaliq est situé à 9 km au nord de Leposavić/Leposaviq, sur les bords de la rivière Drenska reka.

## Démographie

### Évolution historique de la population dans la localité
| 1948 | 1953 | 1961 | 1971 | 1981 | 1991 | 2009 |
| ---- | ---- | ---- | ---- | ---- | ---- | ---- |
| 51   | 60   | 70   | 53   | 50   | 57   | 65   |

|  |